# G. Arthur Cooper
Gustav Arthur Cooper (9 février 1902 - 17 octobre 2000) est un paléobiologiste américain.

## Biographie
Cooper est né à College Point, Queens, et fréquente l'Université Colgate. Il obtient son diplôme en 1924, restant pour recevoir une maîtrise en 1926. Il fréquente ensuite l'Université Yale, où il obtient son doctorat en 1929. Sa thèse s'intitule « Stratigraphie du groupe Hamilton de New York ».
En 1930, il obtient un poste de conservateur adjoint à la Division de paléontologie stratigraphique du Musée national des États-Unis. Il est promu au poste de conservateur en 1944 pour la Division de la paléontologie des invertébrés. En 1957, il devient conservateur en chef du Département de géologie et, 6 ans plus tard, président du nouveau Département de paléobiologie. Il devient paléobiologiste senior en 1967, après quoi il consacre sa vie à la recherche. Il prend sa retraite en 1974 avec le titre de paléobiologiste émérite. Il est mort en 2000.